# Sojuzmultfilm
För andra betydelser, se Sojuz.
Sojuzmultfilm (ryska: Союзмультфи́льм) är en rysk animationsstudio, som framförallt under Sovjet-eran var mycket produktiv. Sojuzmultfilm har bland annat producerat de ryska filmerna om Karlsson på taket (1968 och 1970), Nalle Puh (1969, 1971 och 1972), Крокодил Гена (Krokodil Gena) (som blev Drutten och Gena i Sverige), Vänta bara! samt Igelkotten i dimman (1975).

## Historia
Det en gång statliga företaget grundades 10 juni år 1936 som Sojuzdetmultfilm, men det fick 20 augusti år 1937 sitt nuvarande namn. Som mest arbetade 400 animatörer där.
Den 1 juni år 2010 slogs Sojuzmultfilm, med sina 1500 animerade filmer, samman med fyra andra företag. Målet var bilda en gemensam samling av filmbolag, bland annat för att försöka öka intäkterna.

## Animatörer (urval)
Många sovjetiska animatörer har arbetat för Sojuzmultfilm:
- Aleksandr Ptusjko
- Ivan Ivanov-Vano
- Roman Kachanov
- Jurij Norsjtejn
- Fjodor Chitruk
- Boris Stepantsev